# Міф
Міф або міт, пере́каз (від грец. μύθος, буквально «оповідь», «розповідь», «сказання») — оповідь, що пояснює походження певних складників світобудови чи світу загалом, через емоційно-чуттєві о́брази. Міф є основою різних релігійних систем, фольклорних традицій, художньої творчості. Окремі перекази, які складають певну систему, утворюють міфологію того чи іншого народу, культури, соціальної групи, яка лежить в основі притаманного їм світогляду.
Міфи властиві як для первісних народів, що перебували або перебувають на щаблі дораціонального, дофілософського та дорелігійного мислення, так і сучасної людини. Стосовно сьогочасних проявів переказів та їх наслідувань, вживаються терміни «неоміф» або «псевдоміф». У новітніх дослідженнях міф часто розглядають як альтернативу науковому мисленню і невід'ємну складову сучасної культури.

## Визначення
Узвичаєним розумінням міфу, є первісне сказання, де явища природи постають в уособленій та одухотвореній формі богів, духів і героїв. Це сказання слугує для донаукового пояснення походження явищ, предметів, істот, звичаїв тощо, а то й усього світу; підштовхування до певної діяльності, як-от необхідність проведення обрядів. Міф внутрішньо логічний, описуючи причини та їхні наслідки, але його логіка обмежена архаїчною свідомістю. У такій свідомості, світ тлумачиться як сукупність протилежностей (на зразок добро—зло, життя—смерть), але водночас їх розділення нечітке. Зокрема це межі суб'єкта й об'єкта, матеріального та взірцевого, предмета, істоти чи явища і їх знаку (назви); слабко розвинені абстрактні поняття. Клод Леві-Строс узагальнював пояснювальне призначення міфу, пишучи, що метою будь-якого міфу, є дати зрозумілу модель для вирішення певного протиріччя.
Мірча Еліаде давав визначення переказу як події, що уявляється як дійсна, справжня, сакральна, значуща, й яка слугує за приклад для наслідування. За його спостереженнями, починаючи з Ксенофана (приблизно 565—470 до н. е.), котрий першим відкинув такого роду «міфологічність» грецьких богів, описаних Гомером і Гесіодом, визначення мітос протиставлялося як логосу, так, пізніше, й історії. Воно втратило в греків будь-яку релігійну й метафізичну значущість, зрештою позначаючи «те, чого не існує насправді». Саме в такому значенні воно найбільше відоме в європейській культурі.
У семіології під міфом розуміється метамова (мова, що використовується для опису інших мов), заснована на знаках письма, усної мови та зображень. Роланом Бартом міф визначався як одиниця метамови, надзнак. За визначенням філософа і філолога Олексія Лосєва, «Міф — це така діалектично необхідна категорія свідомості й буття, яку дано як речово-життєву реальність суб'єкт-об'єктного, структурно виконаного (у певному образі) взаємоспілкування, де відокремлене від окремішньо-абстрактної речовності життя символічно втілено у до-рефлективно-інстинктивний, інтуїтивно сприйнятий розумово-енергійний образ». У літературі, як визначав він же, міф — це «породження уяви колективної загальнонародної чи осібної фантазії, що узагальнено відбиває дійсність у вигляді чуттєво-конкретних персоніфікацій і одухотворених, олюднених істот, які іноді у деяких людей втілюються у свідомості як цілком реальні». За визначенням Володимира Даля, міф — оповідь в особах про події, що насправді не відбувалися, але які стали повір'ям.
У сучасній публіцистиці під міфом розуміється уява, брехня, оманлива пропаганда, повір'я, віра, умовність або подання певної цінності у фантастичній формі, сакралізоване і догматичне вираження соціальних звичаїв і цінностей. Також під міфом іноді розуміється судження, отримане незалежно від чуттєвого досвіду і яке не збігається з результатом практичної перевірки; відомості про істинні явища, які сприймаються без доказів і раціонального осмислення.
У буденній сучасній мові слово «міф» часто використовують для позначення поширеного, хоча й помилкового твердження.

## Структура міфу

### Складові елементи
- Міфологе́ма — стійке і повторюване утворення, що узагальнено відображає дійсність у вигляді сюжетів, типів чуттєво-конкретних персоніфікацій, істот. Архаїчною свідомістю вони мислилися як цілком справжні (наприклад: створення світу, першопредок, герой). Іноді термін міфологема вживається в розумінні уламка міфу, що втратив свої автохтонні властивості та призначення, залучений до фольклорного тексту, в якому сприймається як вигадка, образна оздоба чи сюжетна лінія, що стала узвичаєною (наприклад: різноманітні протиставлення, скажімо добро і зло, надприродна допомога, визволення нареченої).
- Міфе́ма — найменший змістовий складник міфу, що постає як образ чи витвір, виражаючи певне становище або ставлення. Міфема пов'язує протиставлені образи і тлумачення (наприклад: воскресіння з мертвих, боротьба з чудовиськом, порушення заборони).
- Міфо́нім — осібне міфічне ім'я, власна назва (наприклад: Зевс, Атлантида)[13][14].

### Мономіф

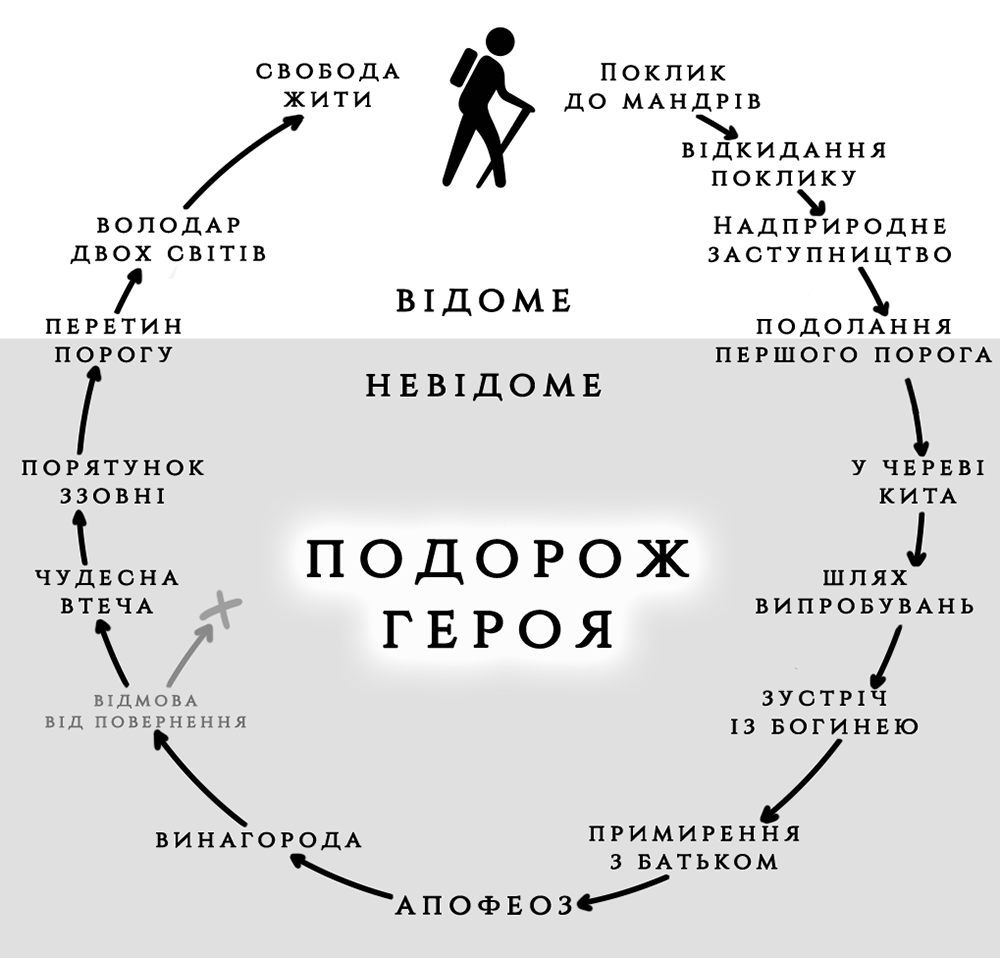
Розгорнута схема «Подорожі героя»

Майже усі міфи світу в класичному розумінні дотримуються тієї самої схеми, яка називається мономіфом або подорожжю героя. Спрощено вона виглядає як повторювана низка етапів, які проходить герой міфу (бог, дух, людина): виправа — ініціація — повернення. Ця схема була запроваджена Джозефом Кемпбеллом у книзі «Тисячеликий герой» (1949) та полягає в переході героя зі звичайного світу до незвичайного, сповненого небезпек і випробувань, з метою виправити певну ваду, яку має він сам або звичайний для героя світ.
У виправі герой стикається з перешкодою, що спонукає його почати пошуки її вирішення. Герой опиняється на межі відомого, звичного світу, з невідомим, і повинен пройти випробування, щоб цю межу подолати. На етапі ініціації він проявляє такі якості, як сила, розум, долає супротивників і досягає мети. Коли питання вже вирішено, героєві ще належить повернутися до власного світу. На етапі повернення він долає останніх супротивників, рятується від небезпек, що загрожують йому знову перетнути межу незвичайного світу зі звичайним. Врешті він повертається у перетворений своїми діями світ, або показує власні нові якості.

## Дослідження міфу
Дослідження міфу пов'язані з запереченням його істинності та спробами пояснити як дещо інше, крім буквального опису значущих подій. Перші відомі дослідження міфу почалися в стародавній Греції та були пов'язані зі спробами його раціонального пояснення. Софісти і стоїки тлумачили міфологічні перекази як алегорії. В образах богів і героїв вони вбачали уособлення природних сил. Платон вирізняв народні міфи та філософсько-символічні, які є навмисною вигадкою, але можуть бути корисними, оскільки слугують для підтримки держави. Епікурейці бачили призначення міфології та окремих міфів у підтримці та сакралізації влади жерців і правителів. За Евгемером вони є билинами про давніх правителів, перебільшено зображених як боги і герої.
Середньовічні пояснення міфів, передусім античних, спиралися або на епікурейство та евгемеризм, або пояснювали їх як оповіді про бісів і демонів. В епоху Відродження поширилася цікавість до античної міфології, що тлумачилася як алегорії почуттів, релігійних, наукових та філософських істин. 1609 року, англійський філософ Френсіс Бекон спробував систематично роз'яснити давньогрецькі міфи як алегорії у трактаті «Про мудрість древніх». Він пояснював їх як пригоди в особах про мінливість буття, божественну волю, благочестя і лицемірство тощо.
У першій третині XVIII століття італійський філософ Джамбатіста Віко в праці «Підстави нової науки» тлумачив міф як осягнення буття через естетичне начало. Він висунув думку про міфи як продукти нерозвиненості первісного мислення, коли люди уявляли причини бачених явищ у вигляді богів. Проте в них відбивається вдача народу, його світосприймання і світовідчуття, уявлення про чудове і потворне, добро і зло. Німецький просвітитель Гердер розумів міфи як народну мудрість і поетичне багатство. Французькі просвітителі Вольтер, Дені Дідро, Бернар Фонтенель вважали міфи витворами невігластва і умисним обманом, заради тримання людей у покорі.
За німецьким філософом XIX ст. Фрідріхом Шеллінгом, міфи виникають на певному щаблі розвитку свідомості в усі історичні епохи. Міфи є початковим матеріалом для мистецтва, а самі вони від початку символічні, тому міфотворчість притаманна і для сучасного йому суспільства. Він зауважив, що перекази народів світу неоднорідні. Грецька міфологія символічна, індійська  — алегорична, а перська  — схематична.
У другій половині XIX—XX ст. виникли дві основні школи вивчення міфу:
- Натуралістична школа (Адельберт Кун, В'ячеслав Шварц, Фрідріх Макс Мюллер, Анджело де Губернатіс, Федір Буслаєв, Олександр Афанасьєв, Олександр Потебня та ін.) спиралася на дослідження індоєвропейського мовознавства і орієнтувалася на реконструкцію індоєвропейської міфології. На основі цих досліджень лідером школи Максом Мюллером була створена концепція виникнення міфів як «хвороби мови». За нею міфи виникали з причини забуття первісних метафор, епітетів. Таку ж думку поділяли Афанасьєв і Потебня. Мюллер вважав, що боги початково насправді були символами небесних світил, тоді як Кун і Шварц бачили в них образне узагальнення метеорологічних явищ. Послідовники Мюллера розвинули школу панвавилоністів, яка стверджувала, що всі міфи походять від солярних міфів давнього Вавилону.
- Антропологічна школа (Едвард Тайлор, Джеймас Фрейзер, Ендрю Ленг та ін.) сформувалася в ході розвитку порівняльної етнографії, зіставлення архаїчних племен з цивілізаціями. За Тайлором психіка всіх людей однакова, а культурний розвиток прямолінійний. Міфи за ним виникають з анімізму, уявлень про душу, внаслідок роздумів про смерть, хвороби, сни. Шукаючи раціональні пояснення цих явищ, але бувши обмеженою в пізнанні, первісна людина формувала донаукову систему знань, яка й оформилася в міфи. З цієї причини міф є пережитком у сучасній культурі. Ритуалізм Фрезера всередині антропологічної школи досліджував міф з точки зору представлених у ньому структур ритуалу, які передують міфу і є первісними формами людської діяльності.

Соціологічний напрям Еміля Дюркгайма, Броніслава Малиновського та Люсьєна Леві-Брюля досліджував міф як механізм підтримки порядку в суспільстві шляхом встановлення норм поведінки, уявлень про добре і зле, гідне і негідне.
Представник  неокантіанства Ернст Кассірер розглядав міф як одну з так званих символічних форм – напрацьованих  культурою способів опосередкування пізнання. Різні символічні форми (а до них також зараховувались мова, мистецтво, наука, релігія), за Кассірером, не можуть бути  верифіковані одна через одну. З цього погляду міф безсенсовно розглядати як хибний або істинний.
Засновник школи структуралізму в  етнології Клод Леві-Строс вказував на символічну природу міфу, яка проявляється у поєднанні різних рівнів функціонування живого: рівня органічних процесів, рівня неусвідомлюваних психічних процесів та рівня свідомого мислення. При цьому міф зазвичай оперує протилежностями і прагне до їх поступового зняття. Його важливою функцією, на думку Леві-Строса, є створення ілюзії того, що людина спромоглася досягти загального розуміння світобудови.
Психоаналітичний напрям, представлений Зигмундом Фрейдом, Карлом Густавом Юнгом та Джозефом Кемпбеллом, вбачав у міфі вираз індивідуального та колективного  несвідомого. За Фрейдом, в основі міфотворчості лежить символічне вирішення конфлікту між витісненими бажаннями людини та соціально зумовленими заборонами на їх задоволення. Зокрема, у міфах знаходить своє вираження тема  Едипова комплексу. Юнг вважав, що міфічні образи представляють собою проекції несвідомого на зовнішній світ. Виносячи змісти свого психічного життя назовні, людина тим самим захищається від страху перед ними. Кемпбелл запропонував концепцію мономіфу, згідно якої більшість міфічних оповідей спираються на спільну сюжетну структуру.
Семіотичний напрям Ролана Барта трактує міф як знакову систему, яка видає себе за систему фактичну. В такий спосіб він втілює свій основний принцип, який, за Бартом, полягає в маскуванні умовного під природне.

## Види міфів
Загальноприйнятої класифікації міфів не існує. Так, спроби класифікувати міфи проводили дослідники Джозеф Кемпбелл, Андрій Топорков, Єлеазар Мелетинський, письменники Хорхе Луїс Борхес та Крістофер Букер. Однією з найпоширеніших є класифікація Мелетинського:
- Етіологічні (пояснювальні) — пояснюють появу різних природних і культурних явищ. Загалом всі міфи є етіологічними, оскільки розповідають як дещо виникло або змінилося.
  - Культові — пояснюють призначення і появу культу.
- Космогонічні — оповідають про походження світу (Космосу — впорядкованого світу, що протиставляється Хаосу), його влаштування і зміни.
- Астральні — оповідають про походження небесних світил: Сонця, Місяця, зірок, сузір'їв, комет.
  - Солярні та лунарні міфи — розповідають про походження і функції Сонця та Місяця.
- Антропогонічні — про появу людини і набуття нею звичного «тепер» вигляду.
  - Міфи про близнюків — розповідають про діяння близнюків, котрі зазвичай є втіленнями протилежних начал. Близнюки або протистоять один одному, або дружать, вершачи подвиги і добуваючи культурні блага.
- Тотемічні — про тотемних предків-покровителів (тварин або рослин), як вони стали тотемами і впливають на життя людей.
- Міфи про вмираючого й воскреслого бога (героя) або календарні міфи — оповідають про причини появи змін пір року, сезонних свят і обрядів.
- Героїчні міфи — про діяння героїв, облаштування ними світу для життя людей, добування/створення культурних благ.
- Міфи про непорочне зачаття і чудесне народження — виділяються як у самостійну групу, так і мотив у міфах інших груп. Оповідають про народження героя чи бога без участі батьків чи тільки від однієї особи.
- Міфи про всесвітній потоп — поширена категорія міфів про потоп, як правило кару богів, що оновлює світ. Під час потопу рятується невелика група людей, гідних започаткувати нове людство.
- Есхатологічні — оповідають про кінець світу і його відродження[17].

Деякі класифікації міфології розрізняють міф та легенду: міфом вважають оповідання про богів, виникнення світу тощо, легендою — історії про героїв-людей, основою яких є історичні події та постаті.

### Етіологічні міфи

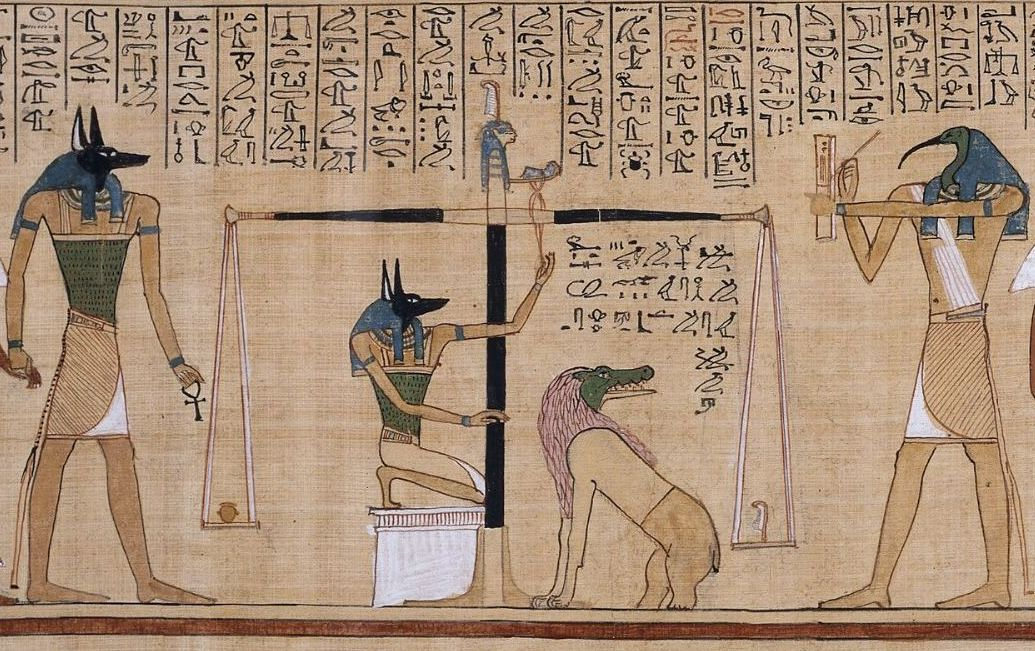
Приклад етіологічного і культового міфу — давньоєгипетський міф про потойбічний суд, який пояснює необхідність праведного життя та збереження тіла померлого

Етіологічні міфи — умовна назва міфів, у яких дається пояснення (мотивування) якого-небудь явища, обряду (ритуалу) або культової дії. По суті будь-який міф є етіологічним, оскільки містить оповідь про те як дещо з'явилося в нинішньому світі. У вузькому значенні такі міфи оповідають історію зміни світу, його частини, в ході якої певним чином в ньому виникли відомі оповідачеві й слухачеві елементи.
Часто етіологічні міфи пов'язані з метаморфозами. Наприклад, антична міфологія пояснює, що дельфіни — це жорстокі моряки, покарані Діонісом; павук — ткачиха Арахна, покарана Афіною за зухвалість і зарозумілість.

#### Культові міфи
Культові міфи пояснюють призначення і появу культу. Часто вони є езотеричними, тобто їхній зміст знає тільки обмежене число людей, часто — лише повнолітні, які пройшли ініціацію.
У Стародавній Греції до культових міфів належать насамперед міфи про Деметру й Персефону, пов'язані з Елевсінськими містеріями і міфи про Діоніса, на честь якого влаштовували вакханалії. Схожі обряди відбувалися в Середземномор'ї на честь бога рослинності Аттіса, вбитого й воскреслого, а також багато в чому схожого на нього Адоніса. У Стародавньому Єгипті головні культові міфи пов'язані з культом Осіріса й Ісіди. Складні ритуали відтворювали історію пошуків Ісідою тіла Осіріса і його відродження.

### Космогонічні міфи

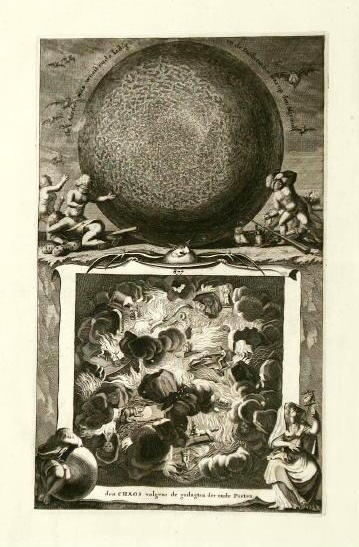
Створення Космосу з Хаосу

Космогонічні міфи — міфи про творення, походження Космосу з Хаосу, основний початковий сюжет більшості міфологій. Починаються з опису Хаосу (порожнечі), відсутності порядку в Всесвіті, взаємодії споконвічних стихій. Слугують для пояснення походження світу й життя на Землі. Одним з поширених сюжетів космогонічних міфів є народження світу зі Світового яйця. Такі міфи зустрічаються в багатьох народів на різних континентах. Світове яйце є універсальним символом походження життя.
Нерідко роль творця в космогонічних міфах належить тваринам. Так, у слов'янському фольклорі існують розповідь про створення світу, де один з деміургів у вигляді птаха (качки), пірнає під воду, щоб дістати небагато землі із дна. Пізніше із цієї землі створюється суша. Подібні тексти існують й у багатьох інших традиціях. Нівхи пояснювали походження світу сказанням про маленьку синицю, що пірнала у воду (була тільки вода) і діставала дзьобом землю. Так поступово з'явилася суша — острівець, а потім і земля, на якій розцвіло різноманітне життя. Аборигени в Австралії, також як північноамериканські індіанці гурони вважали, що черепаха створила Землю й тримає її на собі. За переказами індіанців також у створенні Землі допомагала черепасі жаба, що діставала землю з морського дна, клала по краях панцира черепахи й земля збільшувалася в розмірі — так з'явилася суша.
У багатьох міфологіях світ був створений богами. Приклади богів-творців: єгипетські Атум і Птах, зороастрійский Ахура Мазда, Вішвакарман в індуїзмі, Анцва в абхазів й абазин, вірменський Арамазд, Віракоча інків, богиня Ільматар у фінів, Інмар в удмуртів, Кайракан в алтайців. У германській міфології боги створили світ з тіла велетня Іміра, убивши його. Схожий сюжет — створення світу з тіла Пуруші в індуїстській міфології.
Іноді створенням світу займається пара істот: Ідзанаґі й Ідзанамі у синтоїзмі, Абзу й Тіамат у шумерів, Ґеб та Нут у єгиптян, Рангі й Папа в маорі. Часом сюжетом космогонічних міфів є протистояння сил творення й сил руйнування. Такі міфи властиві дуалістичними міфологіям. Такими парами є Ахура Мазда й Ангра-Майнью, Ен й Омель, Кугу-Юмо та Їн. У давньогрецькій міфології прародителькою світу вважається Гея, що народилася слідом за Хаосом. Вона є дружиною Урана і породила від нього інших богів, а також втілення Хаосу, які загрожують порядку: кіклопів, титанів, ериній, гігантів, чудовиськ.

### Астральні міфи
Ці міфи оповідають про походження Сонця, Місяця, зірок, планет, зузірь, комет і метеорів, вплив небесних світил на земне життя. Зазвичай поділяються на зоряно-планетарні, лунарні (місячні) і солярні (сонячні) міфи.
Дуже поширеним мотивом астральних міфів є поміщення на небо людей і тварин, які стали сузір'ями. Наприклад, у грецькій міфології Велика Ведмедиця — це Каллісто (перетворена Герою на ведмедицю), сузір'я Діви — взята на небо Ерігона.
Характерною рисою астральних міфів є уявлення про вплив рухів небесних світил на долю всього світу і окремих людей, звідки походить ідея гороскопів.
Також світило може бути втіленням божества. Так і шумеро-аккадській міфології кожному богу відповідало своє небесне світило. До прикладу, Венера, вважалася втіленням богині Інанни.

### Антропогонічні міфи

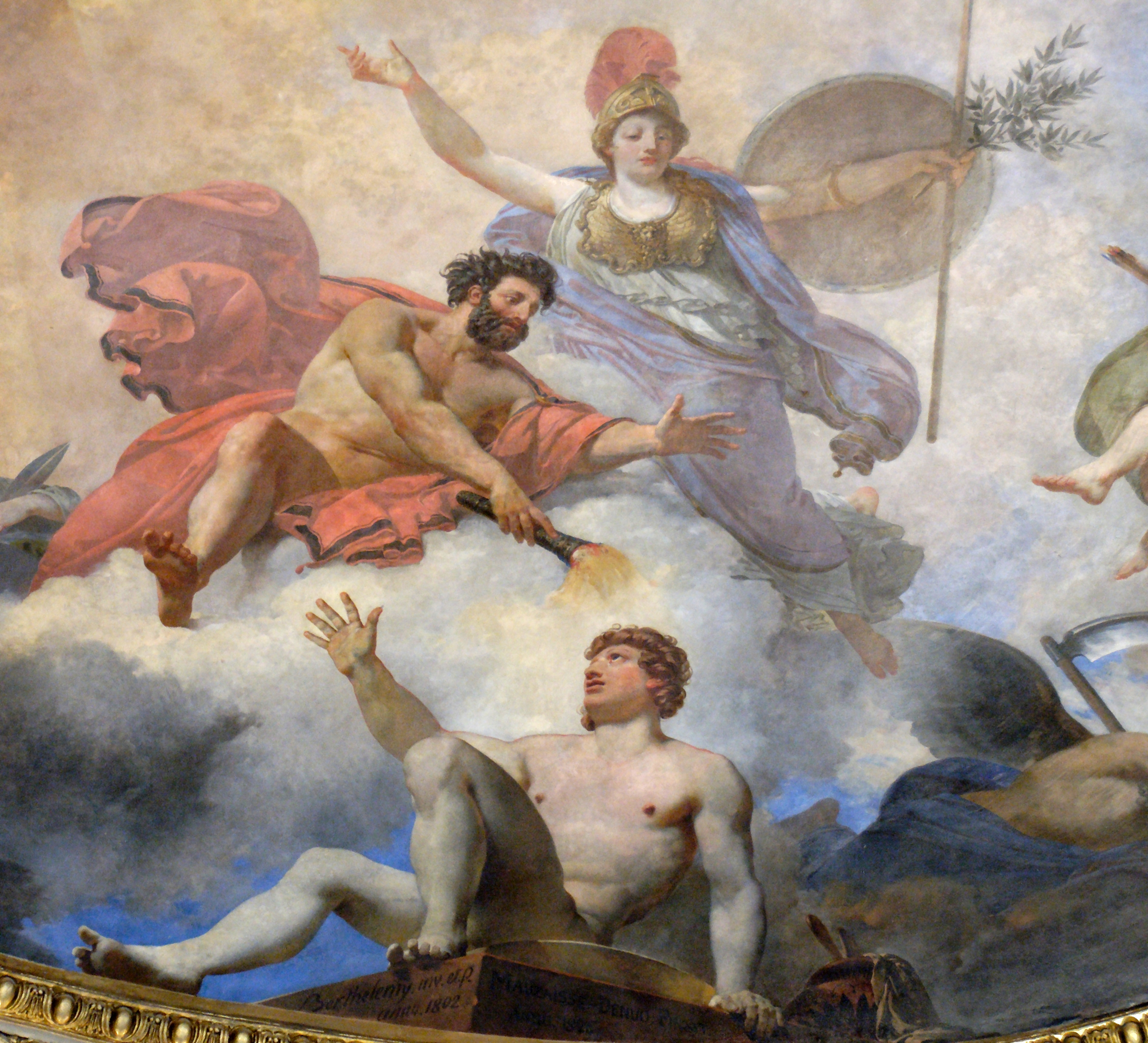
Прометей створює людину

Антропогонічні або міфи про створення людини, оповідають про міфічних першопредків народу, першу людську пару тощо. Космогонічні й антропогонічні міфи часто взаємозалежні, нерідко ті самі боги відповідальні як за створення світу, так і за створення людини.
Першопредки зазвичай виступають прабатьками родів і племен. В архаїчних міфологіях першопредки визначають рельєф, соціальні інститути, звичаї та обряди. Першопредок іноді ототожнюється з першою людиною або первинною антропоморфною істотою.
Інший варіант взаємозв'язку — це антропоморфізація світу, коли Всесвіт виникає з тіла першолюдини. У різних міфах людина створюється з певних матеріалів. Найпоширенішим матеріалом є глина і земля. Із глини створює людей Прометей у давньогрецькій міфології, Енкі і його дружина Нінмах у шумерській міфології, Мардук та Ейя в аккадській міфології, Хнум у єгипетській міфології, Ульгем в алтайській, Амма в міфології догонів, Іоскеха в ірокезькій.
У міфах деяких народів матеріалом для створення людини служить дерево. Існують також й екзотичніші варіанти, наприклад з горіхів у меланезійців і перуанських індіанців або з кісток тварин, птахів і риб у деяких племен північноамериканських індіанців. У багатьох народів в антропогонічних міфах створення чоловіка передує створенню жінки, поширений також міф про те, що чоловіки й жінки зроблені з різних матеріалів (у багатьох міфах південноамериканських індіанців).

#### Міфи про близнюків
В міфах близнюки нерідко виступають родоначальниками племен чи як культурні герої. Близнюкові міфи поділяють на міфи про близнят-братів (часто суперників), близнюків — брата і сестру, близнюків-андрогінів та зооморфні близнюкові міфи. Один з близнюків у такому випадку пов'язується з добрим чи корисним, інший — з поганим чи неякісним. Наприклад, у племені ірокезів Іоскеха — творець Сонця і всього корисного на землі, а його молодший брат-близнюк Тавіскарон — творець скель, шкідливих тварин, шипів і колючок. Тавіскарон протидіє всім благим починанням Іоскехі. У деяких дуалістичних близнюкових міфах близнюки не протистоять один одному, а втілюють два начала.
Двома братами герої можуть стати і не по крові. Так, у вавилонському епосі про Гільгамеша звіроподібна істота Енкіду після поєдинку стає побратимом героя Гільгамеша.

### Тотемічні міфи
Тотемічні міфи пов'язані із створенням людей і оповідають про походження людей, найчастіше конкретного племені, від тієї або іншої тварини, отримання покровителів. Здебільшого це звірі, у деяких народів у тотемічних міфах прабатьками людей можуть бути птахи. Зустрічаються також сюжети про народження першої людини з яйця. У народів Африки поширені міфи про людей, що вийшли зі скелі, землі, ями, термітника, розщепленого дерева або очерету.
Тотемні предки часто постають у вигляді істот напів-людей, напів-тварин. Вмираючи, першопредки можуть перетворюватися на природні предмети чи тварин, а також духів. Тварини є не тільки героями космогонічних міфів, образи тварин нерідко використовуються і для його опису — космографії. Наприклад, у давньоіндійських повір'ях землю тримають на спинах сім слонів, котрі стоять на спині черепахи, а та, у свою чергу, на змії. Подібну роль нерідко грає й риба. Різкий рух риби, на якій спочиває земля, приводить до землетрусу, коли ж вона опускає голову, починається повінь. Стародавні єгиптяни зображували небо у вигляді корови Нут, що народила Ра, золоте теля. Почесне місце займають міфи про тварин серед астральних міфів. Тварини виступали також у ролі засновників нової культурно-соціальної традиції (устрій суспільства, навчання ремеслам тощо).
Так, у стародавньому Китаї Бянь Цяо — заступник лікарів, цілителів: істота із пташиним дзьобом і крильми кажана. Ді Ку — небесний владика, мав голову птаха й тулуб мавпи. Герой Фусі, що навчив людей рибальству й полюванню, а також ієрогліфічної писемності, спочатку зображувався в образі птаха. Біля двох тисячоліть тому його стали представляти людиною з тілом дракона, подібного виглядом із прародителькою Нюйвою, духом дощу (часом — царівною-жабою) з тілом змії. Вони утворили родинну пару, персоніфікуючи жіноче і чоловіче начало, подвійність буття, символи Інь і Ян.

### Календарні міфи

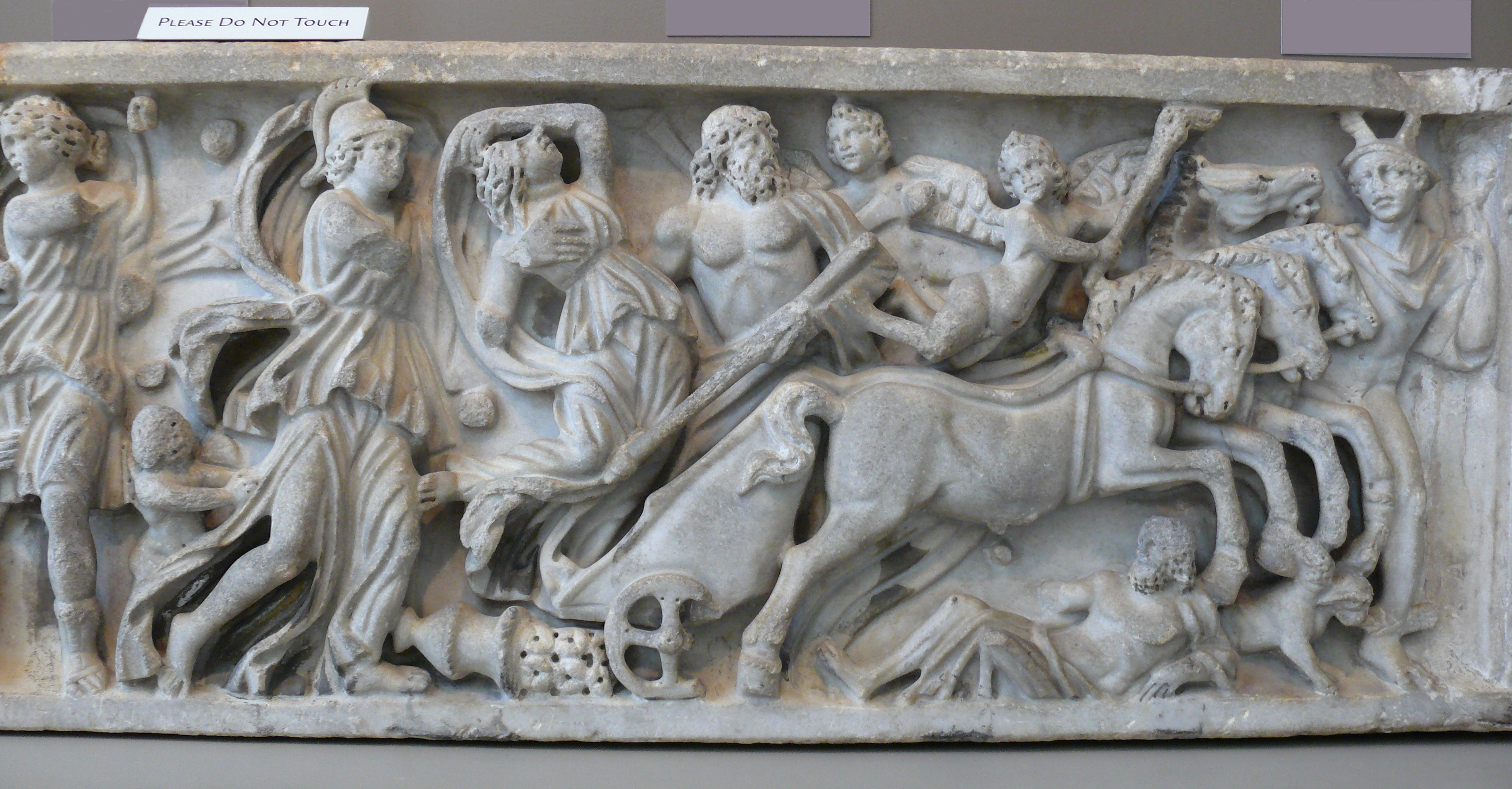
Міф про Персефону пояснює зміну пір року її періодичним сходженням в царство Аїда

Календарні міфи — це міфологізація зміни циклів часу — дня і ночі, зими і літа, аж до космічних циклів. Вони пов'язані з астрономічними спостереженнями, астрологією, святкуванням Нового року, святами врожаю та інших календарних подій.
До прикладу, у єгипетській міфології Тот є владикою часу, і, будучи богом Місяця, через його фази пов'язаний з будь-якими астрономічними або астрологічними спостереженнями. Крім того, йому приписували винахід року, що складає 365, а не 360, днів. Згідно з Плутархом, він виграв 5 додаткових днів, що становили 1/72 року, у грі в кості, і, додавши їх у кінець року, присвятив їх святам на честь Осіріса, Сета, Хорура, Ісіди й Нефтида — богів, що народилися саме в ці 5 додаткових днів (пізній варіант міфу оповідає про те, що богині Нут було заборонено народжувати в 360 календарних днів, тому її діти з'явилися на світ протягом 5 днів, виграних Тотом).
В шумеро-аккадській міфології Мардук вважався основоположником календаря. На честь його святкували Новий Рік у місяці ніссан (що збігався із днем весняного рівнодення). У Вавилоні це свято звалося Акіту і являло собою 12-и денну церемонію, що була спадкоємицею шумерського свята «Народження Життя На Землі».
У Стародавньому Римі поділ року на 10 місяців приписувалося Ромулу. Нума Помпілій запровадив ще два місяці — січень і лютий. Особливий жрець визначав по молодику початок кожного місяця й повідомляв про це народу. Від латинського calare, «повідомляти», виникло слово «календар».
Поділ року на місяці тісно пов'язаний з астральними міфами, зокрема з персоніфікацією знаків Зодіаку, що існувала ще в Месопотамії на зорі цивілізації. Також з розподілом року на місяці зв'язані Лунарні міфи, завдяки фазам Місяця. Добовий цикл у міфології пов'язаний у єгиптян зі спуском у пекло сонячної барки бога Ра, а також із протистоянням Гора й Сету (дня й ночі). У Месопотамії добовий цикл пов'язаний з подорожжю Шамаша (сонця) від «гори сходу» до «гори заходу». У Греції ця подорож Геліоса на небесній колісниці. Ці міфи належать до солярних міфів.
Різновидом календарних міфів є міфи про вмираючого і воскресаючого бога. Вони символізують зміну пір року. В давньогрецькій міфології таким міфом був міф про Деметру і її дочку Персефону, вкрадену Аїдом. Деметра, богиня родючості, так нудьгувала за дочкою, що земля перестала плодоносити. Тоді Зевс велів Аїду повернути Персефону. Але Персефона вже спробувала зерна граната і змушена була щороку повертатися в підземне царство. Знаходження Персефони в Аїда символізує зиму та відсутність урожаю.
Іншими вмираючими богами, що воскресають, були Осіріс, Таммуз, Адоніс, Бальдр, Діоніс (Загрій, Вакх, Сабазій), Аттіс, Телепін, можливо, слов'янські боги Ярило й Кострома. Ще одним видом міфів про пори року є міф про сварку Ра з Тефнут. Коли вони сварилися — наставала посуха, коли мирилися — Ніл розливався. Зі зміною пір року пов'язана також слов'янська Масниця.

### Героїчні міфи

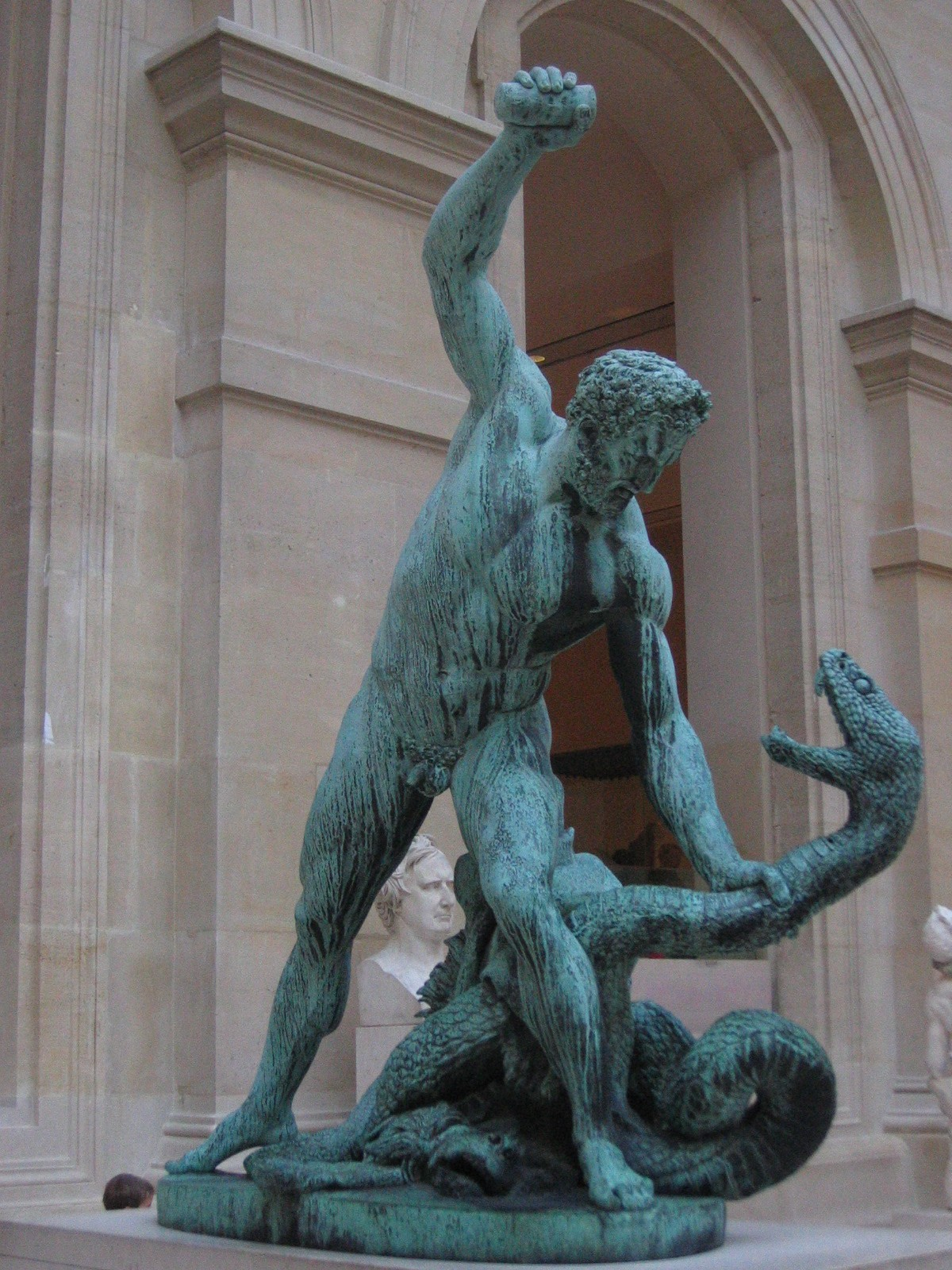
Приклад героїчного міфу — міф про подвиги Геракла

Героїчні міфи — це міфи про нащадків богів і людей, або видатних осіб свого часу, реальних чи вигаданих: царів, полководців, митців, мудреців. Типовим сюжетом героїчного міфу є незвичайне дитинство героя (дивовижне походження і народження, виховання надприродними істотами), часто вигнання, здійснення подвигів, перемога над чудовиськами, порятунок прекрасної дівчини, повернення й весілля. Багато героїчних міфів в алегоричній формі оповідають про формування особистості й набуття статусу в суспільстві, тим самим виконуючи повчальну функцію.
Особливу категорію героїв становлять культурні герої — міфічні персонажі, які добувають або вперше створюють для людей різні предмети культури (вогонь, знаряддя праці, зброю), навчають ремесел, встановлюють закони, вводить соціальну організацію, шлюбні правила, магічні розпорядження, ритуали й свята. У найбільш архаїчних версіях міфів культурні герої добувають готові блага шляхом простої знахідки або викрадення. Часто культурний герой є деміургом, беручи участь в творінні нарівні з богами.
Культурні герої також постають борцями з чудовиськами, первісними силами природи, впорядковують світоустрій. Так Юй у китайській міфології створив китайську державу та приборкав розлив ріки Хуанхе зведенням гребель.

#### Міфи про непорочне зачаття
Міфи про непорочне зачаття і/або чудесне народження виділяються як у самостійний цикл, так і можуть бути представлені в інших міфах. Прикладами таких міфів є поглинання Кроносом своїх дітей та їхнє подальше випльовування вже дорослими; народження Паллади з голови Зевса після поїдання Метиди.

### Міфи про всесвітній потоп
Мотив потопу зустрічається в численних міфологіях. Розвинені міфологічні системи подають ці міфи як низку подій: гріх людства — покарання (потоп) — порятунок праведника — відродження життя. Архаїчні — як чудесний порятунок випадкових людей. Так, жителі Нової Гвінеї в Меланезії розповідають, як колись чоловік кинув у річку людську кістку. Річка розлилася, затопивши низини, і людям довелося тікати в гори, поки води не відступили. Після цього частина людей повернулася в низини, а інші залишилися в горах.
Найдавніший варіант такого міфу з мотивом покарання-порятунку праведника виявлений у Вавилоні, де Утнапіштім, попереджений богом мудрості Еа про потоп, будує ковчег і рятується разом з дружиною, взявши з собою по парі тварин і насіння необхідних рослин. Нагородою за порятунок і відновлення життя на Землі стає безсмертя.
В китайському міфі Жовтий імператор бажає знищити грішне людство у воді. Його онук Гунь рятує людей, вкравши в діда чарівну землю, яка сама собою росте і піднімається над водами.

### Есхатологічні міфи

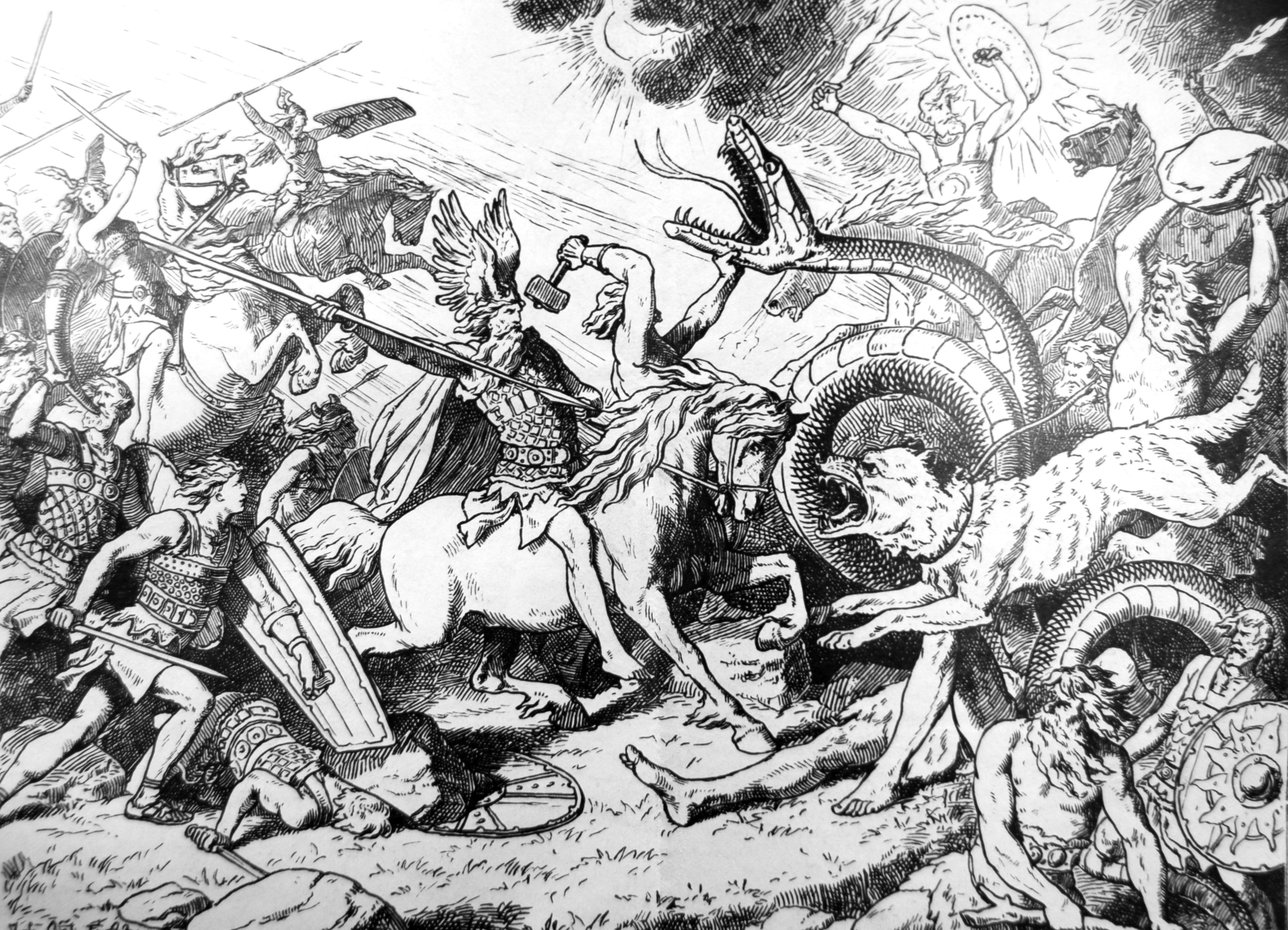
Раґнарьок — скандинавський кінець світу

Есхатологічні міфи — це міфи про кінець світу, які існують поряд з космогонічними міфами та пов'язані із протистоянням сил Хаосу і Космосу. Різновидом таких міфів є міфи про передбачуваний кінець світу в майбутньому, наприклад германський міф про Раґнарьок, іншим їхнім різновидом — міфи про те, що подібні події вже відбувалися в минулому і між міфічним світом та сучасним лежать періоди катастроф. У різних міфах причиною знищення світу може бути всесвітній потоп, світова пожежа, знищення попередніх поколінь, загибель богів та інші сюжети.
Міфи про космічні цикли є різновидом як есхатологічних, так і календарних міфів. Це міфи про те, що світ проходить цикли розвитку, після яких знищується і потім створюється знову. Наприклад, у міфології ацтеків історія світу поділяється на епохи різних сонць, ера першого сонця закінчилася знищенням покоління велетнів ягуарами, епоха другого сонця завершилася ураганами й зникненням людей, ера третього сонця закінчилася всесвітньою пожежею, ера четвертого сонця закінчилася потопом. Відповідно до їхніх вірувань, щоб не відбулося чергового кінця світу, необхідно приносити богам людські жертви. Іншим прикладом подібних міфів є уявлення про кальпи та юги в індуїзмі. Епоха загибелі світу пов'язана в індуїзмі з Калі-югою і богинею Калі — втіленням руйнування й знищення. Різновидом міфів про космічні цикли є міфи про Золоту добу, блаженний стан людини, що жила колись у гармонії із природою. Подібні міфи є в багатьох народів. Одним з них є біблійна історія про Райський сад, що сходить до стародавньосемітської міфології. Інший приклад — легенда про Сатья-югу в індуїзмі.

## Міф і псевдоміф
Псевдоміфи є продуктами людської свідомості, подібними до міфів, але створеними штучно і цілеспрямовано. Часто під псевдоміфами розуміються міфи політики і реклами, які задають систему цінностей, пояснюють світ. Псевдоміфи спрямовують суспільство до здійснення певного вибору, змушують діяти певним чином у визначених ситуаціях. При цьому псевдоміфи (на відміну від справжніх міфів) не є початково сакральними, хоч і можуть звертатися до сакральних образів даної культури (герой-рятівник, Золота доба). Разом із тим з часом вони здатні сакралізуватися, стаючи справжніми міфами, особливо в тоталітарних державах.
До псевдоміфів відносяться і оформлені подібно до класичних міфів пояснення вигаданих світів. До прикладу, книга «Сильмариліон» містить міфи, які оповідають про вигаданий Джоном Толкіном світ (вигадану епоху) Арда. Багато фантастичних творів наслідують міфи, використовуючи схему «подорожі героя», запозичуючи образи реальних міфів народів світу. Ці наслідування мають таку рису як імовірність, не претендують на істинність, але пропонують своє пояснення світу як один із варіантів.